# St. Lukas (Ingolstadt)

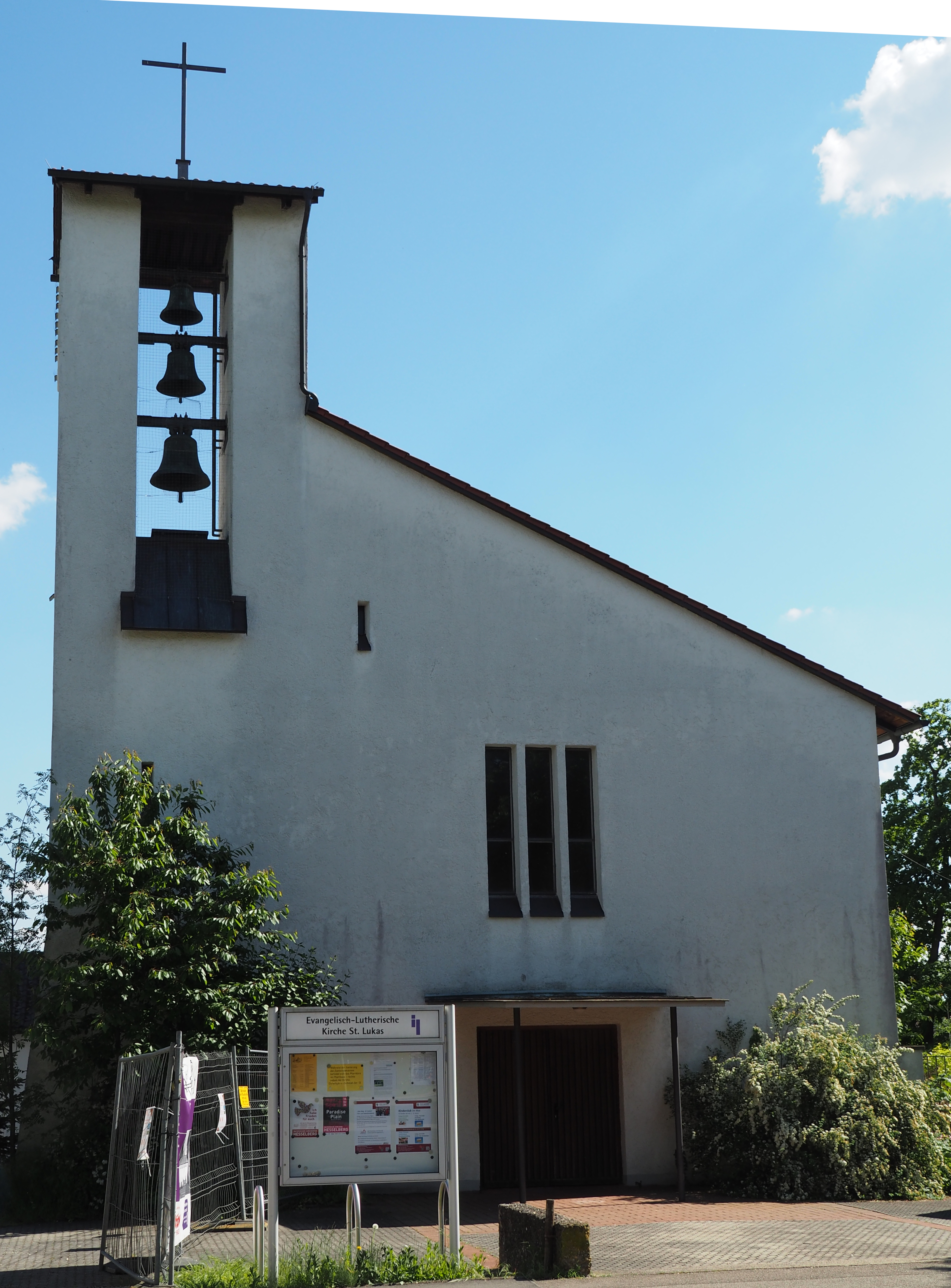
St. Lukas, Ingolstadt

St. Lukas in Ingolstadt ist ein evangelischer Sakralbau. Der Nachkriegsbau ist die erste im 20. Jahrhundert neu erbaute evangelische Kirche in Ingolstadt.

## Geschichte
Der nach Süden ausgerichtete Kirchenbau entstand nach Plänen des ortsansässigen Kirchenvorstehers und Architekten Paul Leidel. Am 26. September 1953 wurde der Grundstein für das neue Gemeindezentrum gelegt. Im Frühjahr 1954 wurde der Kindergarten darin eröffnet, am 5. Oktober das daneben errichtete Pfarrhaus der Bestimmung übergeben.
Am Pfingstmontag, dem 30. Mai 1955, erfolgte die festliche Einweihung der neuen St.-Lukas-Kirche.
Seit 2004 wird das Gemeindezentrum Zug um Zug renoviert. 2012 wurde ein neues Kindergartengebäude für zwei Kindergartengruppen eingeweiht und 2013 unterhalb des Gemeindesaals eine neue Kinderkrippe eingerichtet.

## Ausstattung

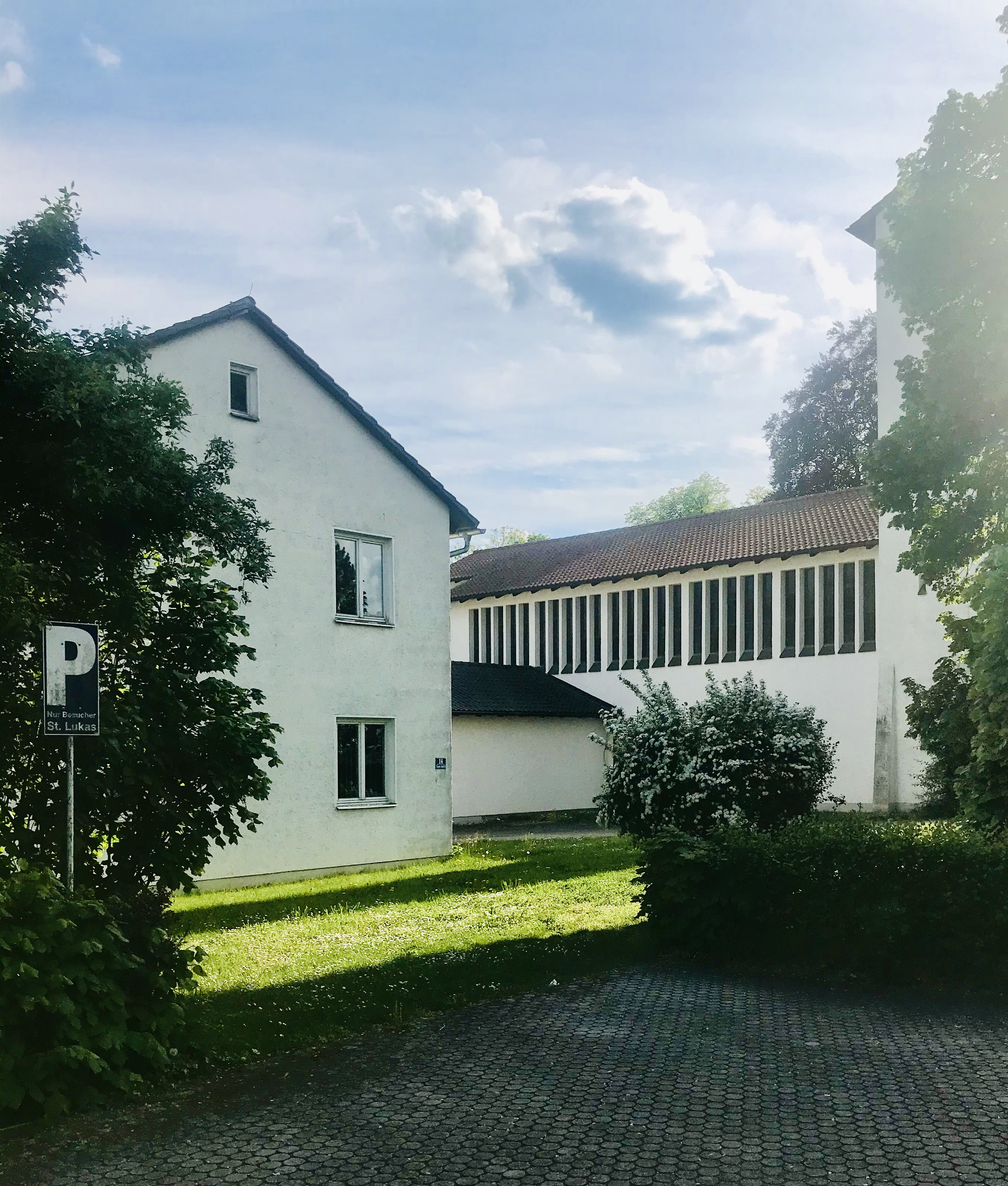
St. Lukas, Seitenansicht

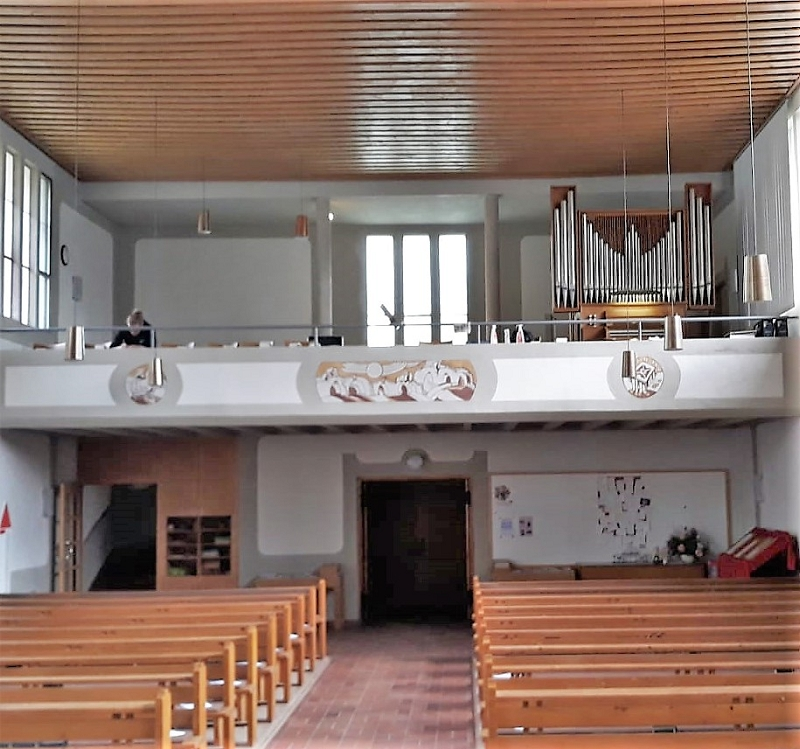
Innenraum, Blick zur Orgel

In dem Kirchenraum dominiert das von Heinz Heiber geschaffene Kreuz mit Korpus aus dem Jahr 1957. Der Taufstein ist eine Arbeit der Münchenerin Ruth Speidel von 1958, gefertigt aus zweimal gebranntem, mit Glasur überzogenem Ton. Bei der Umgestaltung des Altarraums 1983 sind Altartisch und das Lesepult, das auch als Kanzel fungiert, sowie der hölzerne Sockel für die Osterkerze von Karlheinz Hoffmann nach Plänen der Architekten Franz Lichtblau und Ludwig Bauer als neue Ausstattungsstücke geschaffen worden.
Die Emporenbrüstung ist nach Motiven von Oberbaurat Albert Köhler (Landeskirchenamt München) bemalt und verweist auf Bilder aus der Offenbarung des Johannes.
- Westseite: Lamm Gottes
- Mitte: Himmlisches Jerusalem
- Ostseite: Buch mit den sieben Siegeln

## Orgel
Die zweimanualige Orgel wurde 1957 von Walcker als  Opus 3471 ursprünglich mit sieben Registern erbaut. 1971 wurde sie auf zehn Register erweitert und an die Ostseite der Empore versetzt.
| I Hauptwerk C–g3 |               |    |
| 1.               | Gedeckt       | 8′ |
| 2.               | Prinzipal     | 4′ |
| 3.               | Mixtur II–III |    |

| II Positiv C–g3 |                         |    |
| 4.              | Quintatön               | 8′ |
| 5.              | Nachthorn               | 4′ |
| 6.              | Schwiegel               | 2′ |
| 7.              | Sesquialtera II (ab g0) |    |

| Pedal C–f1 |             |     |
| 8.         | Subbass     | 16′ |
| 9.         | Gedecktbass | 8′  |
| 10.        | Choralbass  | 4′  |

- Koppeln: II/I, I/P, II/P

## Glocken
Beim Geläut handelt es sich um ein 3-stimmiges TeDeum-Geläute in der Tonfolge a1, c1 und d2. Die mittlere Glocke wurde 1956, die beiden anderen Glocken wurden 1958 von Karl Czudnochowsky in Erding gegossen. Die drei Glocken hängen frei sichtbar übereinander im Turm, welcher in die Nordfassade integriert ist.